# Trimethylaminurie
Trimethylaminurie (TMAU) ook wel bekend als het visgeursyndroom is een zeldzame genetische ziekte, die veroorzaakt wordt door een defect in het enzym mono-oxygenase 3 (FMO3), dat nodig is om de stof trimethylamine goed af te breken. 
Bij mensen wordt trimethylamine uitsluitend door darmbacteriën geproduceerd uit precursors in de voeding als choline, TMAO (trimethylamine N-oxide) en mogelijk carnitine en andere betaïnes. In normale omstandigheden wordt dit in de lever omgezet in het reukloze TMAO onder invloed van het flavine bevattende enzym monooxygenase 3 (FMO3). Wanneer de FMO3-productie vermindert of geheel wegvalt, bouwt zich een concentratie trimethylamine op die uiteindelijk via zweet, urine en de adem vrijkomt en die een karakteristieke vislucht heeft.

## Geschiedenis
Reeds in het verre verleden zijn enkele gevallen bekend van personen die zich onderscheiden door hun visgeur, al was de aandoening toen nog niet bekend of beschreven. In het oude hindoeïstische epos Mahabharata wordt verteld over de mooie jongedame Satyavata die geplaagd wordt met een indringende visgeur. Ook Caliban, een figuur uit het toneelstuk De Storm (1625) van Shakespeare zou met het syndroom te kampen te hebben. De eerste klinische casus van TMAU werd pas beschreven in 1970.

## Symptomen
Mensen die lijden aan TMAU hebben een ongewone lichaamsgeur die scherp en vluchtig is. Deze lucht komt vrij via het zweet, urine en de adem. Deze geur kan hun sociale leven, werk en school sterk beïnvloeden. De sterkte van de geur varieert door diverse factoren, o.a. door de voeding en veranderingen in de hormonale huishouding. De geur wordt vaak verschillend omschreven als een oude sigarettenrooklucht of ruikend naar: afval, ontlasting, urine, rotte eieren en vis.

## Leven met trimethylaminurie
Trimethylaminurie is een levensverstorende ziekte veroorzaakt door zowel genetische factoren als omgevingsfactoren. Leven met TMAU is niet gemakkelijk en heeft vaak een negatief effect op het welzijn van de lijders en hun gezinnen. Kinderen met de ziekte kunnen een moeilijke schooltijd doormaken, waarbij zij frequent het mikpunt van spot zijn, zij worden gepest en getreiterd. Diverse online supportgroepen zijn opgericht om mensen met een slechte lichaamsgeur mentaal te ondersteunen en om ervaringen en tips uit te wisselen.

## Diagnose
Met een bloedtest kan men ook een genetische analyse geven; het gaat dan vooral om het prominente enzym voor trimethylaminurie-oxygenase, het FMO3-gen.
Met behulp van een urinetest valt TMAU ook te diagnosticeren, tevens kan men aan de hand van het trimethylamineniveau vaststellen in welke mate van ernst men lijdt aan deze aandoening. 
Een gelijkende test kan worden gebruikt om dragers van deze aandoening aan te wijzen. Zij dragen het gemuteerde gen in zich mee, maar hebben niet de symptomen van TMAU. In dit geval zal de geteste persoon een hoge dosis choline krijgen toegediend om zo na te gaan of er sprake is van een verhoogd trimehylamineniveau in de urine.
Men kan deze genetische aandoening ook met een DNA-test detecteren.

## Behandeling
Thans is er geen goede behandeling voor TMAU. Ook al is er geen goede behandeling tegen trimethylaminurie, is het toch mogelijk om een relatief normaal leven te leiden met deze aandoening, zonder bang te hoeven zijn om ontlopen te worden vanwege een onplezierige lucht. Een aantal manieren om de typische lucht te reduceren zijn:
- Dieet: vermindering van de inname van TMAO of choline.
  - TMAO komt voor in vis en zeevoedsel, waaronder inktvissen en kreeftachtigen. Maar vooral diepzeevis bevat hoge gehaltes TMAO.
  - Ook vermijding van voedsel dat rijk is aan trimethylamine of zijn precursor choline kan de symptomen verminderen. Trimethylamine komt voor in melk van koeien die tarwe gevoed krijgen. Choline komt veel voor in eieren, en peulvruchten, evenals in orgaanvlees als lever en nieren. Ook lecithine bevat veel choline.[1]
- Antibiotica worden soms gebruikt om de hoeveelheid bacteriën in de darm te verminderen en daarmee ook de productie van trimethylamine.[1]
- Om resten trimethylamine van de huid te verwijderen kan zeep met een matige pH-waarde, tussen 5,5 en 6,5 worden gebruikt.[1]
- Ten minste één wetenschappelijke studie suggereert dat een dagelijkse inname van actieve kool en/of koperchlorofylline de kwaliteit van leven van TMAU-patiënten significant verbetert.[bron?]
- Ook een riboflavine-supplement kan worden gebruikt ter stimulering van resterende activiteit van het FMO3-enzym.[1]